# 圭塘駅
圭塘駅（けいとうえき）は、中華人民共和国湖南省長沙市雨花区にある長沙地下鉄4号線と長沙地下鉄5号線の駅である。

## 駅構造
- 島式ホーム1面

## 駅周辺
- 湖南広益実験中学
- 長沙群眾芸術館
- 長沙実験劇場
- 砂子塘吉聯小学